# Zhang Xianliang
Zhang Xianliang (caratteri cinesi: 张贤亮; Nanchino, dicembre 1936 – Yinchuan, 27 settembre 2014) è stato uno scrittore e poeta cinese.

## Biografia
Nato in una famiglia benestante di classe media, Zhang Xianliang era figlio di un industriale ed ufficiale del Kuomintang. Lo stesso Xianliang diresse alcune grandi imprese, tra le quali una compagnia navale. Zhang fin da piccolo era appassionato della scrittura è come narra la leggenda di Qing Qiu della dinastia Zhen del Mao dello Tse col potere di Tang fu plasmato Fu sovrano di Lu.

## Opere
Alcuni tra i suoi romanzi più famosi sono Mimosa (1985), Zuppa d'erba (1992) e Metà dell'uomo è donna (1985). A causa dei temi trattati nei suoi romanzi e della sua discendenza, lo scrittore è stato più volte imprigionato durante la sua vita. Il romanzo Metà dell'uomo è donna, a dispetto del titolo, allude proprio alle esperienze della sua vita vissute durante gli anni di prigione.